# Serie B 1962-1963 (pallacanestro maschile)
Il campionato di Serie B di pallacanestro maschile 1962-1963 è stato organizzato in Italia.
Il terzo livello del basket italiano è diviso in più gironi su base regionale o interregionale. In ogni girone le squadre si incontrano in partite di andata e ritorno, la vittoria vale 2 punti, la sconfitta 1.

## Girone ligure

### Classifica
|  |    | Classifica finale 1962-1963 | Pt | G  | V  | P  | PtF | PtS |
|  | -- | --------------------------- | -- | -- | -- | -- | --- | --- |
|  | 1. | US Coldirodese              | 22 | 12 | 10 | 2  | -   | -   |
|  | 2. | Alcione Chiavari            | 21 | 12 | 9  | 3  | -   | -   |
|  | 3. | Italsider Genova            | 20 | 12 | 8  | 4  | -   | -   |
|  | 4. | San Giorgio Savona          | 20 | 12 | 8  | 4  | -   | -   |
|  | 5. | Basket Club Loano           | 17 | 12 | 5  | 7  | -   | -   |
|  | 6. | US Ospedaletti              | 13 | 12 | 1  | 11 | -   | -   |
|  | 7. | SC Sanremo                  | 12 | 12 | 0  | 12 | -   | -   |

## Girone piemontese
- Fulvius Valenza Po

## Girone lombardo
- CS Candy, Cestistica Gorlese, Pro Patria Busto Arsizio, Banco Ambrosiano Milano, Prealpi Robur et Fides Varese, Banca Popolare Milano, JuVi Cremona, Celana Basket Bergamo, Lamber Milano, GS Dopolavoro Ideal Standard Brescia

## Girone toscano
Classifica finale: Portuale Livorno 33, Ina Livorno 29, Mens Sana Siena 29, Cus Pisa 27, Cus Firenze 26, Affrico Firenze 26, Viareggio 25, Pontedera 25, Virtus Siena 21, Campi  Bisenzio 18,

## Girone laziale
- Vis Nova Roma (?)

## Girone campano
- Gioventù Salerno (prima classificata e ammessa al girone finale promozione)
- Scandone Avellino (retrocessa in Promozione)
- Polisportiva Irpina (nata da fusione tra CSI e Ginnastica Irpina)

## Girone pugliese
|  |    | Classifica finale 1962-1963    | Pt | G  | V  | P  | PtF | PtS |
|  | -- | ------------------------------ | -- | -- | -- | -- | --- | --- |
|  | 1. | Dopo Lavoro Ferroviario Foggia | 27 | 14 | 13 | 1  | 765 | 602 |
|  | 2. | Ricciardi Taranto              | 26 | 14 | 12 | 2  | 743 | 593 |
|  | 3. | Libertas Russo Foggia          | 20 | 14 | 6  | 8  | 610 | 637 |
|  | 4. | Basket Brindisi                | 19 | 14 | 5  | 9  | 638 | 643 |
|  | 5. | Folgore Brindisi               | 19 | 14 | 5  | 9  | 677 | 711 |
|  | 6. | Redentore Bari                 | 19 | 14 | 5  | 9  | 766 | 814 |
|  | 7. | Fiamma Taranto                 | 19 | 14 | 5  | 9  | 633 | 716 |
|  | 8. | Ina Sport Lecce                | 18 | 14 | 4  | 10 | 656 | 768 |

## Girone calabrese
|  |    | Classifica finale 1962-1963 | Pt | G | V | P | PtF | PtS |
|  | -- | --------------------------- | -- | - | - | - | --- | --- |
|  | 1. | Pallacanestro Catanzaro     | 11 | 6 | 5 | 1 | 238 | 205 |
|  | 2. | AICS Reggio Calabria        | 9  | 6 | 3 | 3 | 178 | 168 |
|  | 3. | Valery Catanzaro            | 9  | 6 | 3 | 3 | 161 | 185 |
|  | 4. | Croce Azzurra Cosenza       | 5* | 6 | 1 | 5 | 107 | 126 |

- -2 penalizzazione

### Risultati
| Risultati                 | AICS  | COS   | CAT   | CGSB  |
| ------------------------- | ----- | ----- | ----- | ----- |
| AICS Reggio Calabria      |       | 2-0   | 56-33 | 42-41 |
| Croce Azzurra Pro Cosenza | 18-16 |       | 29-33 | 29-32 |
| Valery Catanzaro          | 27-25 | 2-0   |       | 27-30 |
| Pallacanestro Catanzaro   | 49-37 | 41-31 | 45-39 |       |

## Girone siciliano

### Sicilia occidentale[1]

#### Classifica
|  |    | Classifica finale 1962-1963       | Pt | G | V | P | PtF | PtS |
|  | -- | --------------------------------- | -- | - | - | - | --- | --- |
|  | 1. | Rosmini Trapani                   | 16 | 8 | 8 | 0 | -   | -   |
|  | #. | Libertas Palermo                  | -  | - | - | - | -   | -   |
|  | #. | Dop. Ferroviario Caltanissetta    | -  | - | - | - | -   | -   |
|  | #. | G.S. Lavexpress Caltanissetta     | -  | - | - | - | -   | -   |
|  | #. | Libertas Gianneci Caltanissetta   | -  | - | - | - | -   | -   |
|  | 6. | Libertas Basket Mazara (ritirato) | -  | - | - | - | -   | -   |

#### Risultati
| Risultati            | LPA   | DFC   | LCL   | LGC    | TRA   |
| -------------------- | ----- | ----- | ----- | ------ | ----- |
| Libertas Palermo     |       | -     | -     | -      | 57-70 |
| Dop. Ferroviario CL  | -     |       | -     | -      | 16-75 |
| G.S. Lavexpress CL   | -     | -     |       | -      | ??-?? |
| Libertas Gianneci CL | -     | -     | -     |        | 29-82 |
| Rosmini Trapani      | 79-56 | 78-19 | 79-55 | 111-34 |       |

### Sicilia orientale

#### Classifica
|  |    | Classifica finale 1962-1963       | Pt | G  | V  | P  | PtF | PtS |
|  | -- | --------------------------------- | -- | -- | -- | -- | --- | --- |
|  | 1. | Grifone Catania                   | 24 | 12 | 12 | 0  | 586 | 399 |
|  | 2. | Virtus Ragusa                     | 20 | 12 | 8  | 4  | 635 | 430 |
|  | 3. | Pallacanestro Siracusa            | 19 | 12 | 7  | 5  | 478 | 482 |
|  | 4. | Diana Comiso                      | 18 | 12 | 6  | 6  | 454 | 443 |
|  | 5. | Hiblea Ragusa                     | 17 | 12 | 5  | 7  | 472 | 496 |
|  | 6. | CUS Catania                       | 14 | 12 | 2  | 10 | 376 | 621 |
|  | 7. | Cocuzza San Filippo del Mela (-1) | 13 | 12 | 2  | 10 | 373 | 560 |
|  | 8. | Libertas Messina (ritirato)       | -  | -  | -  | -  | -   | -   |

#### Risultati
| Risultati                    | CCT   | GCT   | COM   | HRG   | VRG   | SAN   | SIR   |
| ---------------------------- | ----- | ----- | ----- | ----- | ----- | ----- | ----- |
| CUS Catania                  |       | 14-42 | 41-54 | 24-45 | 35-64 | 29-21 | 33-45 |
| Grifone Catania              | 49-24 |       | 56-48 | 54-36 | 48-35 | 66-29 | 52-32 |
| Diana Comiso                 | 60-34 | 38-42 |       | 35-25 | 31-41 | 2-0   | 37-25 |
| Hiblea Ragusa                | 54-31 | 30-40 | 41-38 |       | 26-68 | 80-33 | 34-39 |
| Virtus Ragusa                | 80-43 | 37-44 | 40-50 | 55-26 |       | 66-39 | 49-19 |
| Cocuzza San Filippo del Mela | 42-43 | 41-46 | 50-38 | 33-35 | 29-59 |       | 32-36 |
| Pallacanestro Siracusa       | 59-25 | 35-47 | 45-39 | 46-36 | 40-36 | 57-62 |       |

## Girone finale

### Girone A
|  |    | Classifica finale 1962-1963 | Pt | G | V | P | PtF | PtS |
|  | -- | --------------------------- | -- | - | - | - | --- | --- |
|  | 1. | Banco Ambrosiano            | 13 | 8 | 5 | 3 | 405 | 364 |
|  | 2. | Friuli Udine                | 13 | 8 | 5 | 3 | 354 | 349 |
|  | 2. | Die n'Ai Venezia            | 13 | 8 | 5 | 3 | 339 | 321 |
|  | 4. | Fiamma Bolzano              | 12 | 8 | 4 | 4 | 400 | 375 |
|  | 5. | Faini Vercelli              | 9  | 8 | 1 | 7 | 388 | 477 |

- Banco Ambrosiano e Friuli Udine vincono lo spareggio promozione

#### Risultati
| Risultati        | AMB   | VEN   | UDI   | BOL   | VER   |
| ---------------- | ----- | ----- | ----- | ----- | ----- |
| Banco Ambrosiano |       | 44-51 | -     | -     | 70-49 |
| Die n'Ai Venezia | -     |       | -     | 40-32 | 40-37 |
| Friuli Udine     | 47-44 | 48-35 |       | -     | -     |
| Fiamma Bolzano   | 49-50 | -     | 47-45 |       | -     |
| Faini Vercelli   | -     | -     | 49-58 | 63-77 |       |

### Girone B
|  |    | Classifica finale 1962-1963 | Pt | G | V | P | PtF | PtS |
|  | -- | --------------------------- | -- | - | - | - | --- | --- |
|  | 1. | Libertas Forlì              | 14 | 8 | 6 | 2 | 465 | 369 |
|  | 2. | Libertas Pesaro             | 13 | 8 | 5 | 3 | 417 | 356 |
|  | 3. | U.S. Campli                 | 13 | 8 | 5 | 3 | 327 | 359 |
|  | 4. | CUS Perugia                 | 12 | 8 | 4 | 4 | 400 | 401 |
|  | 5. | DL Ferrovieri Foggia        | 7* | 8 | 0 | 8 | 299 | 423 |

- una rinuncia
  - Libertas Pesaro vince lo spareggio promozione

#### Risultati
| Risultati            | FOR   | PES   | CAM   | PER   | FOG   |
| -------------------- | ----- | ----- | ----- | ----- | ----- |
| Libertas Forlì       |       | -     | 71-42 | 56-36 | -     |
| Libertas Pesaro      | 52-36 |       | -     | 60-36 | -     |
| U.S. Campli          | -     | 58-47 |       | -     | 2-0   |
| CUS Perugia          | -     | -     | 56-41 |       | 68-47 |
| DL Ferrovieri Foggia | 48-63 | 41-49 | -     | 43-49 |       |

### Girone C
|  |    | Classifica finale 1962-1963 | Pt | G | V | P | PtF | PtS |
|  | -- | --------------------------- | -- | - | - | - | --- | --- |
|  | 1. | Portuali Livorno            | 11 | 6 | 5 | 1 | 459 | 331 |
|  | 2. | Coldirodese                 | 10 | 6 | 4 | 2 | 360 | 368 |
|  | 3. | Vis Nova Basket Roma        | 9  | 6 | 3 | 3 | 357 | 383 |
|  | 4. | CUS Cagliari                | 6  | 6 | 0 | 6 | 296 | 602 |

#### Risultati
| Risultati            | LIV   | COL    | ROM   | CAG   |
| -------------------- | ----- | ------ | ----- | ----- |
| Portuali Livorno     |       | 107-52 | 93-57 | 95-58 |
| Coldirodese          | 61-50 |        | -     | 83-60 |
| Vis Nova Basket Roma | 56-59 | -      |       | -     |
| CUS Cagliari         | 47-55 | -      | 49-67 |       |

### Girone D
|  |    | Classifica finale 1962-1963  | Pt | G | V | P | PtF | PtS |
|  | -- | ---------------------------- | -- | - | - | - | --- | --- |
|  | 1. | Rosmini Trapani              | 14 | 8 | 6 | 2 | 345 | 300 |
|  | 2. | Pallacanestro Catanzaro      | 13 | 8 | 5 | 3 | 376 | 406 |
|  | 3. | Gioventu' Salerno            | 12 | 8 | 4 | 4 | 439 | 401 |
|  | 4. | Polisportiva Libertas Matera | 11 | 8 | 3 | 6 | 313 | 350 |
|  | 5. | Grifone Catania              | 9* | 8 | 2 | 6 | 290 | 305 |

- un punto di penalizzazione

#### Risultati
| Risultati                    | GCT   | CAT   | MAT   | SAL   | TRA   |
| ---------------------------- | ----- | ----- | ----- | ----- | ----- |
| Grifone Catania              |       | 43-49 | 59-50 | 56-52 | 0-2   |
| Pallacanestro Catanzaro      | 56-48 |       | 41-26 | 55-52 | 53-45 |
| Polisportiva Libertas Matera | 2-0   | 71-42 |       | 39-38 | 47-52 |
| Gioventù Salerno             | 56-48 | 72-45 | 75-51 |       | 52-42 |
| Rosmini Trapani              | 40-36 | 49-35 | 50-35 | 65-42 |       |

## Verdetti
- Promosse in serie A: 
  - Portuale Livorno.
    - Formazione: Roberto Albanesi, Renato Bellini, Mauro Bucciantini, Massimo Bufanili, Gianfranco D'Oria, Massimo Girardi, Leandro Martinelli, Vittorio Mazzanti, Pasquale Mondini, Biagio Pezzella, Stelio Posar, Vasco Suggi. Allenatore: Alfredo Damiani.

  - Rosmini Trapani.
    - Formazione:  Nino Fodale, Giovanni Crimi, Giuseppe Vento, Ignazio Voi, Franco Gallo, Roald Vento, La Dedda, Giuseppe Ruffino, Aldo Guarnotta, Carlo Lungaro, Roberto Naso, Cottone, Safina, Salvatore Castelli, Vincenzo Crapanzano. Allenatore: Giuseppe Vento (all.-gio.)

  - Pallacanestro Catanzaro
  - Banco Ambrosiano
  - Virtus Friuli Udine
  - Libertas Forlì
  - Libertas Pesaro